# Mediterranean Cosmos
Mediterranean Cosmos es un centro comercial ubicado en el lado este de Tesalónica, la segunda ciudad más grande de Grecia. Abrió sus puertas en octubre de 2005, y se presenta como  el mayor desarrollo comercial y de entretenimiento en los Balcanes. Contiene más de 200 unidades e instalaciones de venta, incluyendo un complejo de cines con 11 pantallas, numerosas tiendas de moda y bienes de electrónica, así como cafés, restaurantes, bares, un supermercado, un anfiteatro con capacidad para 400 personas y una iglesia ortodoxa oriental.